# 데일리 톰프슨
데일리 톰프슨(Francis Morgan Ayoudélé "Daley" Thompson, CBE, 1958년 7월 30일 ~ )은 영국의 육상 선수이다. 10종 경기에서 주로 활약해 1980년과 1984년 하계 올림픽 2연속 금메달리스트였다.
런던의 노팅힐에서 나이지리아인 아버지와 스코틀랜드인 어머니 사이에서 태어났다. 1976년 몬트리올 올림픽에 첫 국제 데뷔를 하였으나, 18위에 그쳤다. 2년 후에 에드먼턴에서 열린 코먼웰스 게임에서의 금메달을 시작으로 다음 2번의 코먼웰스 게임에서도 지속적으로 10종 경기에서 우승하였다.
1980년과 1984년 사이에 10종 경기의 세계 기록을 4번 갱신하였고, 1983년 헬싱키에서 열린 세계 육상 선수권 대회에서도 우승하였다. 모스크바와 로스앤젤레스 올림픽에서 금메달을 획득하면서, 밥 머사이어스에 이어 2번째로 올림픽 10종 경기 2연속 금메달리스트가 되었다.
데일리 톰프슨은 1982년 BBC 올해의 스포츠인상(BBC Sports Personality of the Year Award)을 받았다. 1988년 서울 올림픽에 참가하여 3연속 우승을 꿈꾸었지만, 부상을 당하여 4위에 머물렀다. 지속적인 부상으로 1992년 은퇴하였다.

## 서훈
- 1983년 대영 제국 훈장 5등급(MBE)[1]
- 2000년 대영 제국 훈장 3등급(CBE)[2]